# イラクの歴史
この項では、イラクについての地域史を述べる。

## 概略
古代史ではイラク地域はメソポタミアと呼ばれた、世界最古の文明であるメソポタミア文明が栄え、シュメール、アッカド、アッシリア、バビロニアなどの古代国家がこの地を支配した。紀元前6世紀頃より、この地域は広大なペルシア帝国の一部となったが、イラク地域は帝国の主要地域で、帝国時代の大半ではイラク地域に首都が置かれた。
7世紀以降はこの地域は急速にイスラム化し、イスラム帝国やオスマン帝国などの大イスラム王朝の一部となった。第一次世界大戦後にイラク国家はまずは君主制で独立し、やがて共和国となった。1990年代以降、湾岸戦争、イラク戦争の二度の戦争の後、現在は新しく民主議会選挙による政府が発足している。

## 先史時代
約6万年前のイラクにはネアンデルタール人が住んでいた。当時、ネアンデルタール人はヨーロッパを中心に西アジアから中央アジアまで分布していた。イラク北部のシャニダール洞窟で化石が発掘されているが、同時に数種類の花の花粉が発見されたことから、ネアンデルタール人には死者を悼む心があり、副葬品として花を添える習慣があったという説がある。
DNA解析などの研究に基づき、ネアンデルタール人と現生人類との間には直接の繋がりは無いとする説が有力である。

## 古代史
現在のイラクとほぼ同じ地域が、古代史ではメソポタミアと呼ばれ、世界最古の文明であるメソポタミア文明が栄えた。メソポタミア文明はメソポタミア南部のシュメールから始まり、やがて北部に広がっていった。メソポタミア地方は、シュメール、アッカド、アッシリア、バビロニアなど多くの文明によって征服された。
現イラクはチグリス川とユーフラテス川が形成した沖積平野にあるが、ここから西シリア、エジプトにかけての地域は、土壌が肥沃で多くの古代文明が生まれたので、古代史において肥沃な三日月地帯と呼ばれる。

### 初期のメソポタミア文明

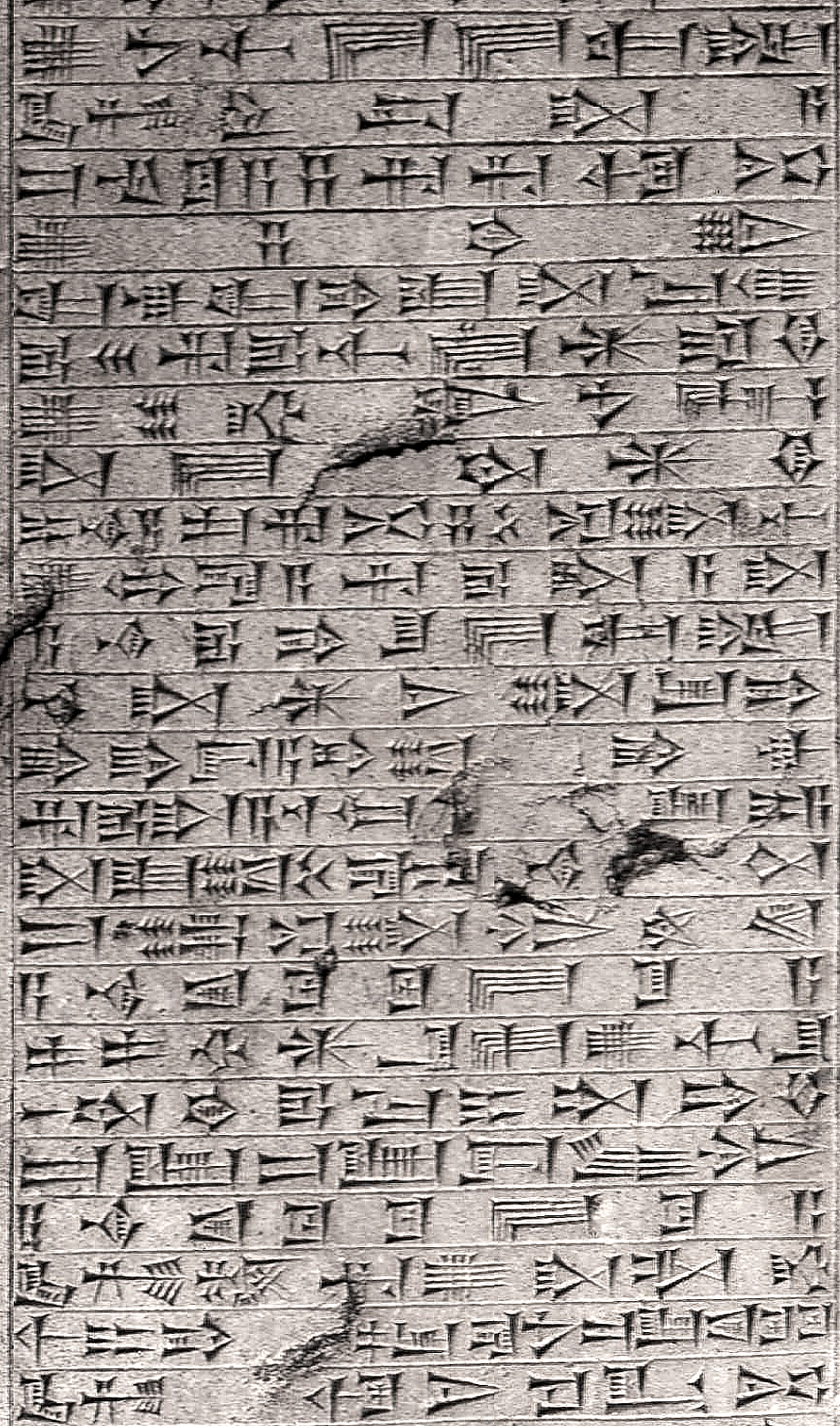
楔形文字を刻んだ粘土板

メソポタミアで最初に文明を築いたのは、シュメール人を中心とした人々である。シュメール文明は、メソポタミアの南部、チグリス川とユーフラテス川の下流域に生まれた。シュメール人の民族系統は不明であり、その起源や周辺諸民族との関係は様々な技術を発明した。特に、紀元前3200年頃にはウルク古拙文字（楔形文字の原型となった絵文字）を発明し、粘土板に残している。紀元前3千年紀に入るまでには、言語や宗教的な同質性を基盤としたシュメールという統一概念が形成されていた。またセム語を喋る人々もこの文明の重要な担い手であった。メソポタミア南部は文字による記録が残される最初期からシュメール語とセム語のバイリンガル地帯であった。紀元前2700年頃には、下流域にウル、ウルク、ラガシュなど多くの都市国家が形成された。
メソポタミア文明の発達につれて、周辺地域との関係も記録に残されるようになり、相互の関係が明らかとなり始める。現在のイラン西部ではエラム人が発展した。エラム人は早くからシュメール人と接触し、シュメールの古い神話の中にはエラム人が度々登場する。これ以後、紀元前6世紀までメソポタミアの様々な王朝と互いに征服を繰り返した。
メソポタミア南部、シュメールの北方地方では古くよりセム系諸語を話す人々が優勢であった。彼らはやがて全メソポタミアを征服したサルゴンの建てたアッカドに因みアッカド人と呼ばれる。アッカド語はオリエント全域で使われる共通語として発達した。紀元前2千年紀後半、アッカド王サルゴンはシュメールの都市国家を征服し、メソポタミア北部も征服して、初めてメソポタミア統一を果たした。アッカド帝国は中心都市をアッカドに定めて、版図を地中海やアナトリア半島まで広げた。アッカド帝国は初めて中央集権を確立したので、交通と交易は発展し、メソポタミアの経済的・文化的統一も進んだ。
勢力を誇ったアッカド帝国は、周辺民族との戦いやシュメール都市国家の相次ぐ反乱によって消耗し、紀元前2200年頃に滅亡した。紀元前2125年頃、メソポタミア南部にあるシュメール人の都市国家ウルがメソポタミアの支配を獲得し、ウル第三王朝が建てられた。ウルは、現在知られている最も古い法典であるウル・ナンム法典を定めた。

### 古バビロニア

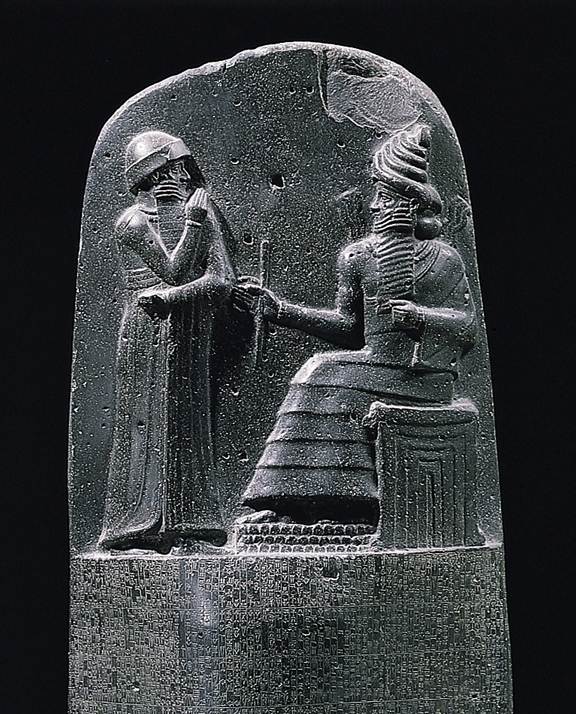
ハンムラビ法典に描かれているハンムラビ（左側）と太陽神シャマシュ（右側）

次にメソポタミアで勢力を持ったのは、現シリア地方から移住してきたセム語派のアムル人だった。ウル第三王朝はアムル人やエラム人の侵入により、紀元前2004年頃に滅亡した。その後紀元前1750年頃まではイシン・ラルサ時代と呼ばれ、イシン、ラルサ、バビロニアなどアムル人王朝がメソポタミアの覇権を競い合った。アムル人がメソポタミアに建てた王朝はシュメールの後継者の意識を強く持ち、政治的、宗教的にはシュメールやアッカドの文明に同化していった。
その後、メソポタミアはバビロンのハンムラビ王(紀元前1792年－紀元前1750年)によって再統一され、バビロニア王国（古バビロニア、またはバビロン第1王朝）として繁栄した。「目には目を、歯には歯を」で有名なハンムラビ法典はハンムラビ王によって作られた。古バビロニアはシュメールからペルシャ湾まで、チグリス・ユーフラテス川のほぼ全流域を統治し、約200年の間続いた。
紀元前1595年、アナトリア半島（小アジア）のヒッタイト（ヒッタイト古王国）が東方に遠征し、古バビロニアは滅ぼされた。ヒッタイト人はインド・ヨーロッパ語族に属する言語を用いた人々である。遠征直後にヒッタイト王ムルシリ1世が暗殺され、ヒッタイトが衰退したので、メソポタミアの統治は混乱した。
メソポタミア北部ではフルリ人がミタンニ王国を建立した。メソポタミア南部のバビロニア地域は、紀元前1475年頃に、カッシート王国（バビロン第3王朝）が海の国第1王朝（バビロン第2王朝）を滅ぼし統一された。カッシート人の出自は不明な点が多い。これによりオリエントは、ミタンニ王国とカッシート王国、北のアナトリア半島のヒッタイト、西のエジプトと、4強国が支配する四大国時代になった。

### アッシリア帝国の成立

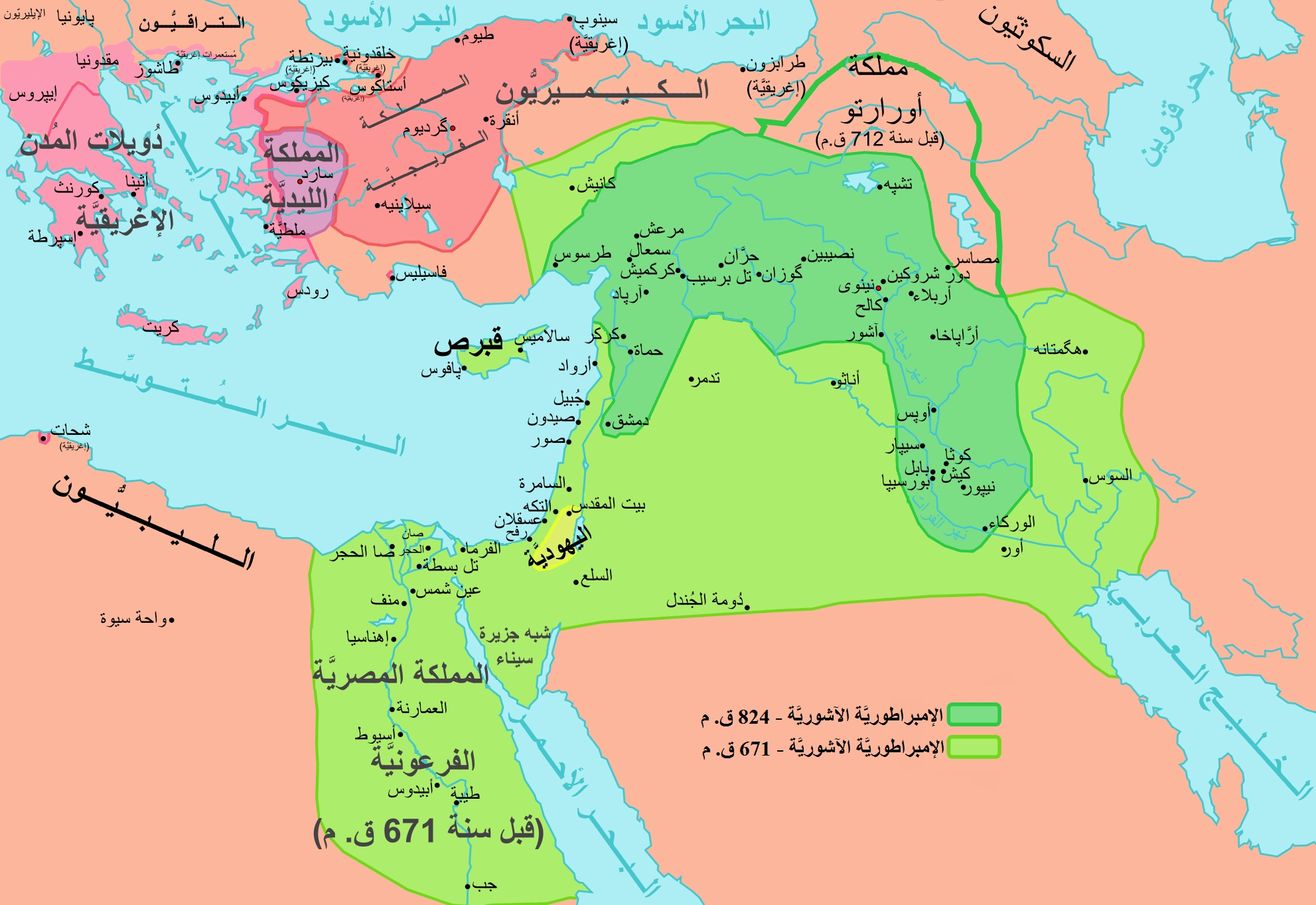
アッシリアの勢力圏の変遷

次にメソポタミアの支配者の座についたのはセム語派に属するアッシリア人だった。
アッシリアはミタンニ王国の東に位置し、これまでミタンニ王国に支配されていた。
アッシリアは、紀元前1340年頃ミタンニを破って事実上併合し、紀元前1235年頃バビロニアのカッシート王朝を打倒し、メソポタミアの支配を獲得した。
その後、反乱が起きてアッシリアの王朝はバビロニアから追われた。
バビロニアにはイシン第2王朝（バビロン第4王朝）として知られる王朝が生まれた。
この王朝の王の中では、エラムとの戦いで勝利を収めたネブカドネザル1世（紀元前1119年―紀元前1098年）について多くの文学作品が残されている。
紀元前10世紀頃、アッシリアは勢力を盛り返した。
アッシリアの歴代の王は領土を拡大し、特に紀元前744年に即位したティグラト・ピレセル3世はバビロニアを含め周辺諸国を征服して領土を広げ、アッシリア帝国と呼ばれるようになった。

### 新バビロニア
紀元前800年代以降、バビロン周辺ではセム語派のカルデア人が勢力を増した。紀元前626年、カルデアの王ナボポラッサルは、アッシリア帝国からバビロニア地方を奪取し、新バビロニア（カルデア王国）を建国した。さらにナボポラッサルは、現イラン北西部を中心とするメディア王国と同盟を結び、紀元前612年にアッシリアの首都ニネヴェを陥落させ、アッシリア帝国を滅ぼした。これによりオリエントは、新バビロニア、メディア、エジプト、アナトリア半島のリディアの四大国時代になった。
新バビロニアの王の中ではネブカドネザル2世（紀元前604年－紀元前562年）が有名である。紀元前586年、ネブカドネザル2世はユダ王国を征服し、15,000人とも言われる捕虜をバビロニアに連れ去った（バビロン捕囚）。また伝説によると、ネブカドネザル2世は、世界の7不思議の一つ、バビロンの空中庭園を建造した。

## ペルシアの支配
紀元前6世紀から紀元7世紀にかけて、イラク地域の主な支配者はアケメネス朝ペルシア帝国、セレウコス朝シリア、パルティア、サーサーン朝ペルシア帝国と様々な大国に移り変わった。
このうち、ギリシア系のセレウコス朝を除いては、ペルシア（イラン）系であるが、この時代、イラク地域は大国の中心であり続け、セレウコス朝の首都は初期には現イラクのセレウキアに置かれ、パルティアとサーサーン朝の首都は現イラクのクテシフォンに置かれていた。また、ペルシア系の王朝下にあってもイラクはあらゆる信仰や政治の中心であり続け、王朝の維持と発展において最重要地域であった。

### アケメネス朝ペルシア帝国

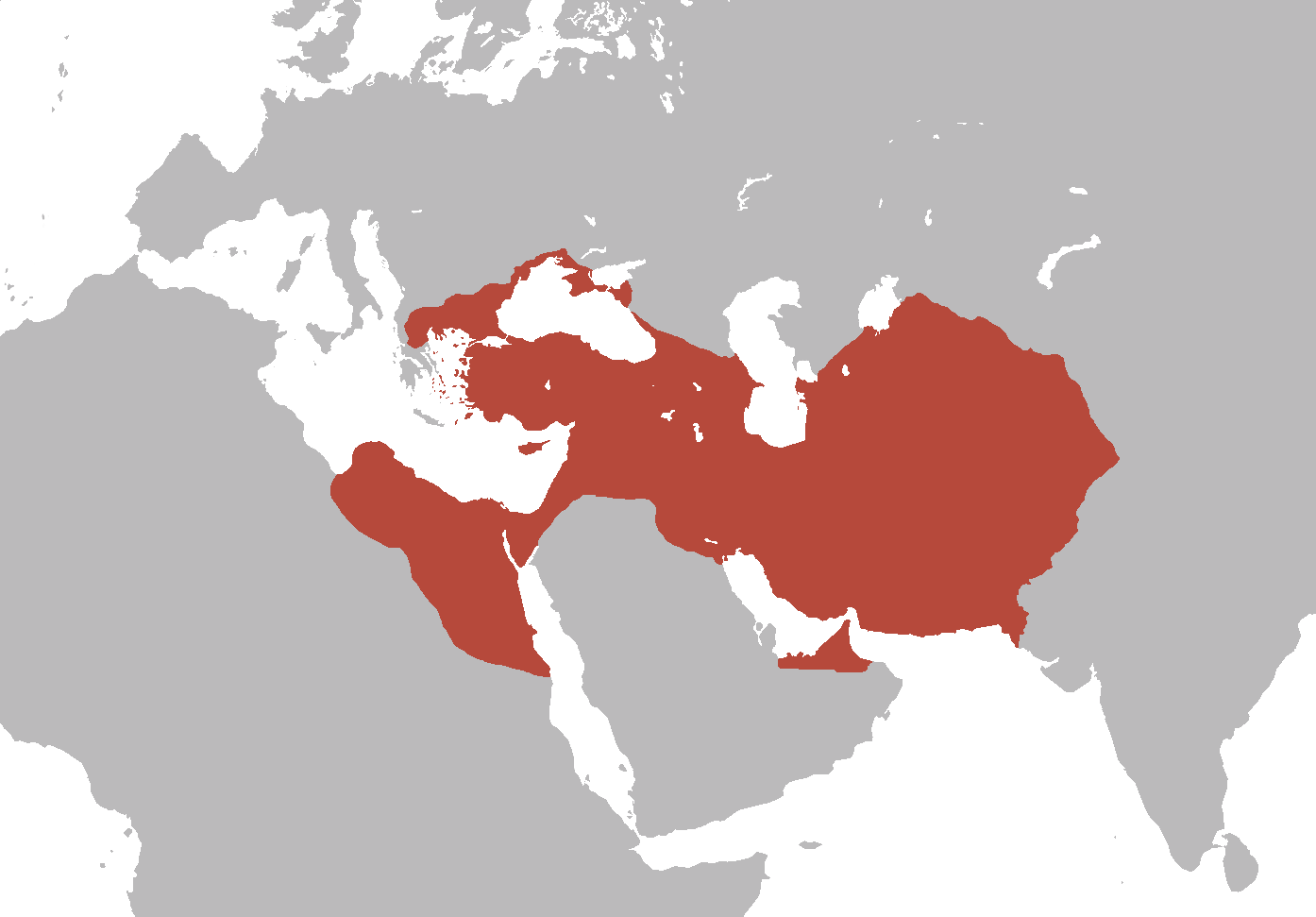
アケメネス朝ペルシア帝国の最大版図

紀元前550年、新バビロニアの北東に接するメディア王国が大キュロスの反乱によって滅ぼされた。
紀元前539年、リディア王国も征服した大キュロスによって新バビロニアは征服され、アケメネス朝ペルシア帝国（古代イラン帝国）の支配下に収まった。
アケメネス朝は後にエジプトを併合し、オリエント統一を果たした。
キュロス大王の征服以降、現イラクはクバルバラ（en:Khwarwaran）州の名で呼ばれるようになった。
アラビア語の「イラク（Iraq）」は、イラク南部の古代都市Urukに由来があり、ペルシア語の Ērāk はこれを経由した言葉だが、この時代には未だ使われていなかった。

### マケドニア王国

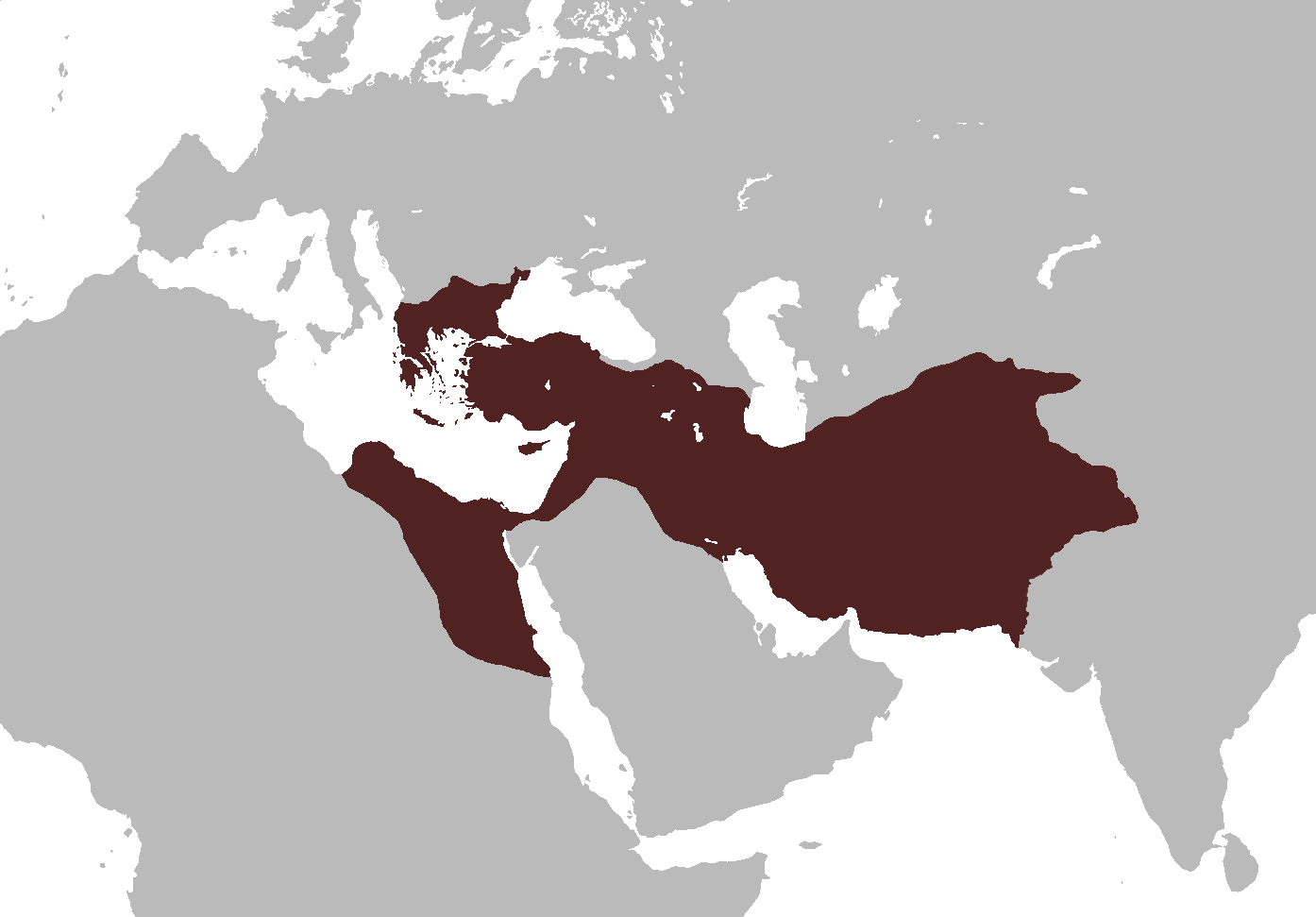
アレキサンダー大王の征服範囲

紀元前331年、アケメネス朝ペルシア帝国は、アレクサンドロス3世（大王）の遠征によって滅亡した。
アレキサンダー大王は古代マケドニア王国（現ギリシャの一部）の国王で、短期間のうちにインドに至るまでの広い範囲を征服し、紀元前323年に自ら帝国の首都に定めていたイラクのバグダード南方90㎞に位置するバビロンで没した。

### セレウコス朝シリア
アレキサンダー大王の死後、後継者争いが起こった（ディアドコイ戦争）。
この結果、バビロニアを基盤にするセレウコス1世が、イラン、シリアの支配も獲得し、ギリシア系のセレウコス朝シリア（シリア王国）を起こした。
以後2世紀の間、現イラク地域はセレウコス朝の支配下に置かれる。
セレウコス朝の首都は、初めはバビロンの北の新都セレウキアに置かれた。
首都は間もなく北シリアに移されたが、その後もセレウキアは首都アンティオケイアに並ぶ主要都市として繁栄した。

### アルサケス朝パルティア
紀元前3世紀中頃、セレウコス朝の支配力が衰え、イラン東北地方のパルティアと呼ばれるイラン系遊牧民が独立した。
パルティアは、紀元前141年までにはバビロニアの主要都市セレウキアを征服し、ミトリダテス2世（在位：紀元前123年頃 - 紀元前87年頃）の時代にはメソポタミア（現イラク）からインダス川までを支配する大国となった。
パルティアの首都は、イラクのバグダード南東にあるクテシフォンに置かれた。

### サーサーン朝ペルシア帝国
この後、現イランのペルセポリスで独立したアルダシール1世が、226年にパルティアを滅ぼしてサーサーン朝ペルシアを起こし、230年には現イラク地域を支配下に収めた。
首都はイラクのクテシフォンに置いた。
この王朝は、7世紀にアラブ系イスラム教徒（ムスリム）に占領されるまで続く。
現イラク地域はまだクバルバラと呼ばれていて、その中をさらにミシャン（Mishān）、アスリスタン（Asuristān）、アディアベーン（Ādiābene）、下メディアに区分されていた。サーサーン朝の南部と西部のアラビアの砂漠にはアラブ部族が住んでいて、サーサーン朝の支配を受けながらラフム朝ヒーラ王国が治めていた。サーサーン朝の北部（イラクの北部）は東ローマ帝国に接していた。
サーサーン朝と東ローマ帝国と衝突を繰り返しており、イラク北部は東ローマ帝国に支配されることもあった。602年、ホスロー2世は東ローマ帝国に最後の大規模な遠征を行った。（東ローマ・サーサーン戦争 (602年-628年)）。前半には東ローマの首都コンスタンティノポリスの間近まで迫ったが、後半は戦況が反転し、627年から628年には、ヘラクレイオス帝率いる東ローマ軍がサーサーン朝の首都クテシフォンを奪取した。このときは東ローマ軍はすぐに撤退したが、サーサーン朝の国力は大きく消耗した。
サーサーン朝の時代のイラク地域には、ペルシア人、アラム語系住民の小作農、牧畜を営むアラブ人、ビザンチンから連れ帰ったギリシャ人奴隷など、多くの民族が暮らしていた。ザグロス山脈の麓にはクルド人が住んでいた。
サーサーン朝の国教はゾロアスター教だが、信徒は主にペルシア人に限られていた。残る住民の多くはキリスト教徒だった。キリスト教徒は非カルケドン派正教会とネストリウス派とに分かれていて、最も広まったのはネストリウス派だった。マニ教、マズダク教の住民もおり、古都バビロン周辺にはユダヤ教徒が住んでいた。さらに、国土の南部には、キリスト教からは異端と見なされている古バビロニアのマンダ教などグノーシス主義の諸派の教徒がいた。

## イスラム王朝の時代
610年頃に預言者ムハンマドが興したイスラム教は、イラク周辺の地域に急速に広まった。
第一次世界大戦に至るまでの千年以上の間、イラク地域は、アラブ系のイスラム帝国、モンゴル系のイルハン朝、トルコ系のオスマン帝国など様々なイスラム王朝の大帝国が支配した。

### アラブによる征服とイスラム帝国

#### 正統カリフ

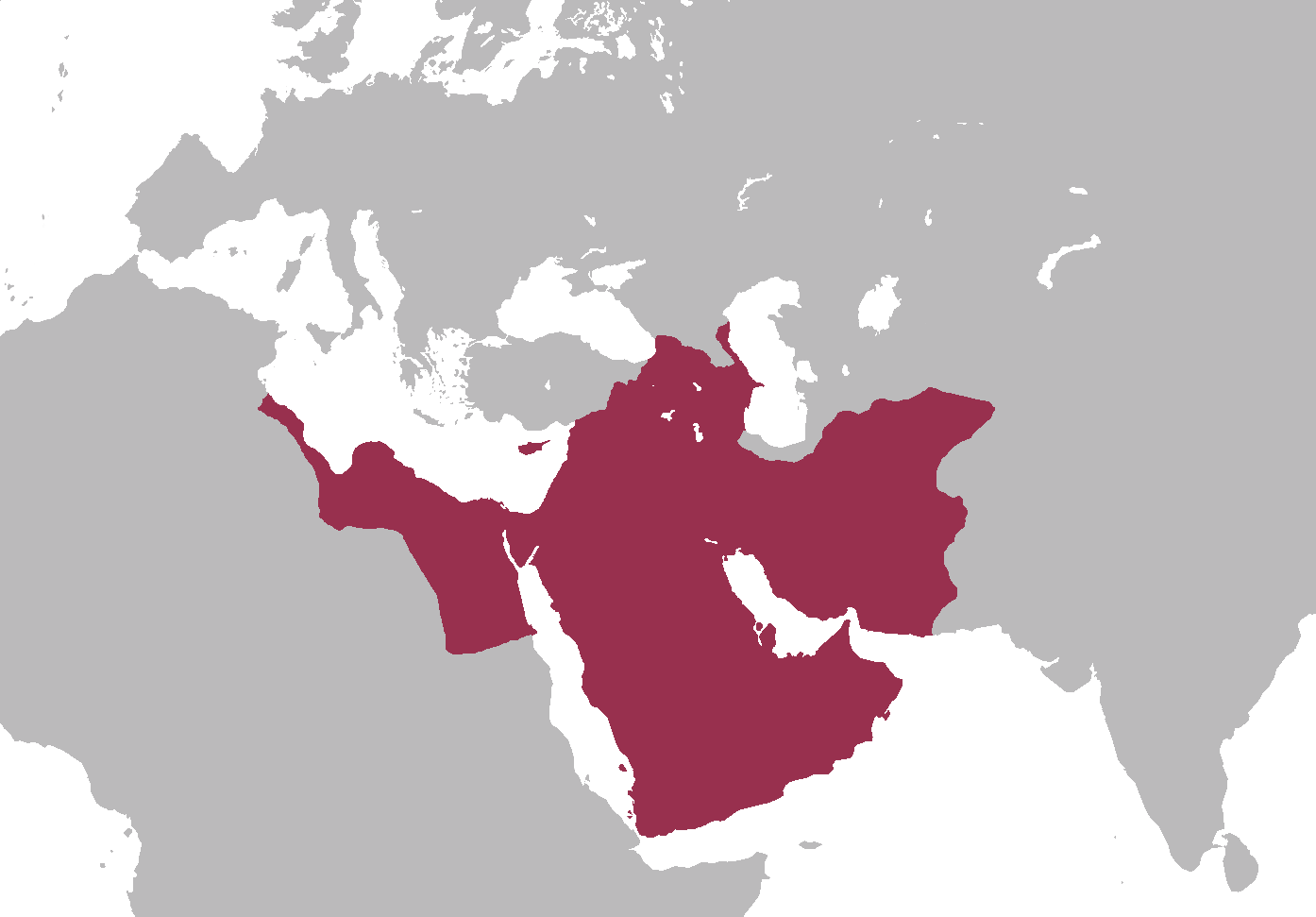
イスラム帝国初期の正統カリフ時代

ホスロー2世が東ローマ帝国に敗戦した後、サーサーン朝は消耗し、国内は混乱した。
アラブに接するイラク南部の国境線の守備力も下がった。
現在のイラク南部には湿地帯が広がっているが、この混乱期に荒廃したと言われている。
610年頃、預言者ムハンマドは現サウジアラビアのマッカ（メッカ）郊外でイスラム教を興した。
ムハンマドが作ったイスラム共同体は正統カリフに引き継がれてアラブ人を中心とするイスラム帝国が誕生し、急速に拡大した。
当時、物質的に貧しかったアラブ人の軍隊は十分な装身具も得られない中、その時代の世界帝国の一つと呼ぶに相応しいサーサーン朝帝国と対峙し、戦争は激しいものとなった。
633年、ヒーラの戦いで正統カリフのイスラム軍がサーサーン朝とラフム朝の連合軍を破った。
636年頃のカーディスィーヤの戦いでイスラム軍がペルシアの主力軍隊を破り、そのままペルシア帝国の首都クテシフォンを奪い取った。
638年には、イスラム軍はクバルバラ地方（現イラク）をほとんど征服した。642年にニハーヴァンドの戦いでサーサーン軍は敗れ、651年に皇帝ヤズデギルド3世が暗殺され、サーサーン朝は名実ともに滅びた。
656年に第4代正統カリフとなったアリー・イブン＝アビー＝ターリブのとき、首都をイラクのクーファに移したが、内部の対立によってアリーは661年に暗殺された。

#### ウマイヤ朝
アリーの暗殺後、ウマイヤ朝が成立し、首都をシリアのダマスカスに移して世襲王朝を築いた。イスラム帝国支配下のイラク地域はイラク（`Irāq）の呼び名で知られるようになり、アラビア半島から多くのアラブ人が、またバルカン半島から研究目的や労働目的でギリシャ人が移住してきた。
ウマイヤ朝では、イスラム教徒（ムスリム）であるアラブ人が異民族を支配した。
各地に移住したアラブ人は戦士として俸給を受け、ミスルと呼ばれる新しい軍営都市を築いて集団生活した。
イラクにおいては、古バビロンの近くのクーファと南部のバスラにミスルが築かれ、また、北イラクのモースルがイスラム教徒の政治と軍事の重要拠点になった。
非アラブ人だけが人頭税（ジズヤ）と地租（ハラージュ）の納税義務を負った。

#### アッバース朝
8世紀半ば、イスラム帝国のアッバース朝が起こり（これをアッバース革命と呼ぶ）、イラクのバグダードを帝国の首都とした。
この頃、イスラム帝国は、西は北アフリカ、東は中央アジア、インドまで勢力を広げて、イスラム国家としては過去最大の版図を実現した。
王朝の初期にはアッバース革命に参加したペルシア人たちも政権において官僚として活躍し、地方でもアラブ人の絶対支配体制が解消されてムスリムの原則的な平等が実現した。
このため、非アラブ人は改宗してイスラム教徒になれば税制上のメリットが得られるようになり、かえってアラブ化・イスラム化が進むことになる。
9世紀に入ると地方が自立し始め、10世紀には北アフリカのファーティマ朝、アンダルスの後ウマイヤ朝がそれぞれ独自のカリフを自称し、イスラム国家は分裂時代に入った。
これ以後、広大なイスラーム地域を統一する王朝はオスマン帝国の勃興まで実現していない。
イラク地域においては、アッバース朝のカリフは傀儡の存在となり、実質的な政権はブワイフ朝、アラブ系のハムダーン朝、テュルク（トルコ）系のセルジューク朝などのイスラム王朝に移り変わった。

### モンゴルによる支配

13世紀のイルハン朝（フレグ・ウルス）

13世紀に、モンゴルのチンギス・ハーンがモンゴル帝国を興し、西シベリア、中央アジア、中国に版図を広げた。
フレグが率いるモンゴル軍はイスラム諸国に侵攻し（フレグの西征）、1258年にイラクに侵攻してバグダードのアッバース朝を征服した（バグダードの戦い）。これによりイスラム帝国は滅亡した。当時、百万都市と呼ばれていたバグダードだが、このときのモンゴル人による虐殺により20万～50万人ものイラク人が殺されたという。また、バイト・アル・ヒクマ（知恵の館）と呼ばれた古代ギリシャなどの貴重な文献を所蔵していた当時の世界一の図書館は焼かれ、所蔵されていた図書の多くはティグリス川へ捨てられたという。
このときの情景を当時の歴史家は、「ティグリス川は異なる色で二度染まった。一度目は人々の血で赤く、二度目は流れたインクで黒く」と表現している。
フレグはイラン高原に留まり、1260年に西アジアを支配する自立政権、イルハン朝を建設した。
イルハン朝の首都は現イランのタブリーズに置かれ、イラン高原を中心に、アム川からイラク、アナトリア東部までを支配した。モンゴル研究者には、フレグ一門のウルス（国家）という意味で、イルハン朝をフレグ・ウルスと呼ぶ者も多い。
当初、イルハン朝は東ローマ帝国と友好関係にあり、親キリスト教であった（en:Franco-Mongol alliance）。
アイン・ジャールートの戦いで敗れてシリアを喪失し、マムルーク朝と対立していたが、1262年になると、フレグとジョチ・ウルスのベルケとが、アゼルバイジャンの支配権を巡る対立からベルケ・フレグ戦争を始めた。
しかし、1295年、当時活躍していたイスラム商人や、モンゴル部族にも増えつつあったイスラム教徒の支援を受けて、ガザンが第7代目ハンに即位し王朝の諸制度をイスラム化したため、イルハン朝はイスラム王朝に変わっていった。
1335年、イルハン朝の中心地であるアゼルバイジャンのタブリーズ地方（現イラン）を巡って、イルハン朝の有力者の間で争いが起こった。
ジャライル部のシャイフ・ハサン（大ハサン）とスルドス部の同名のシャイフ・ハサン（小ハサン）とが争い、1338年、スルドス部の小ハサンが勝利した。
大ハサンはバグダードを中心とするメソポタミア平原に撤退し、1340年、イラクを中心に自立してジャライル朝を興した。
この後、大ハサンの子のシャイフ・ウヴァイスはタブリーズを奪還して、ジャライル朝の版図を旧イルハン朝の西半まで広げた。

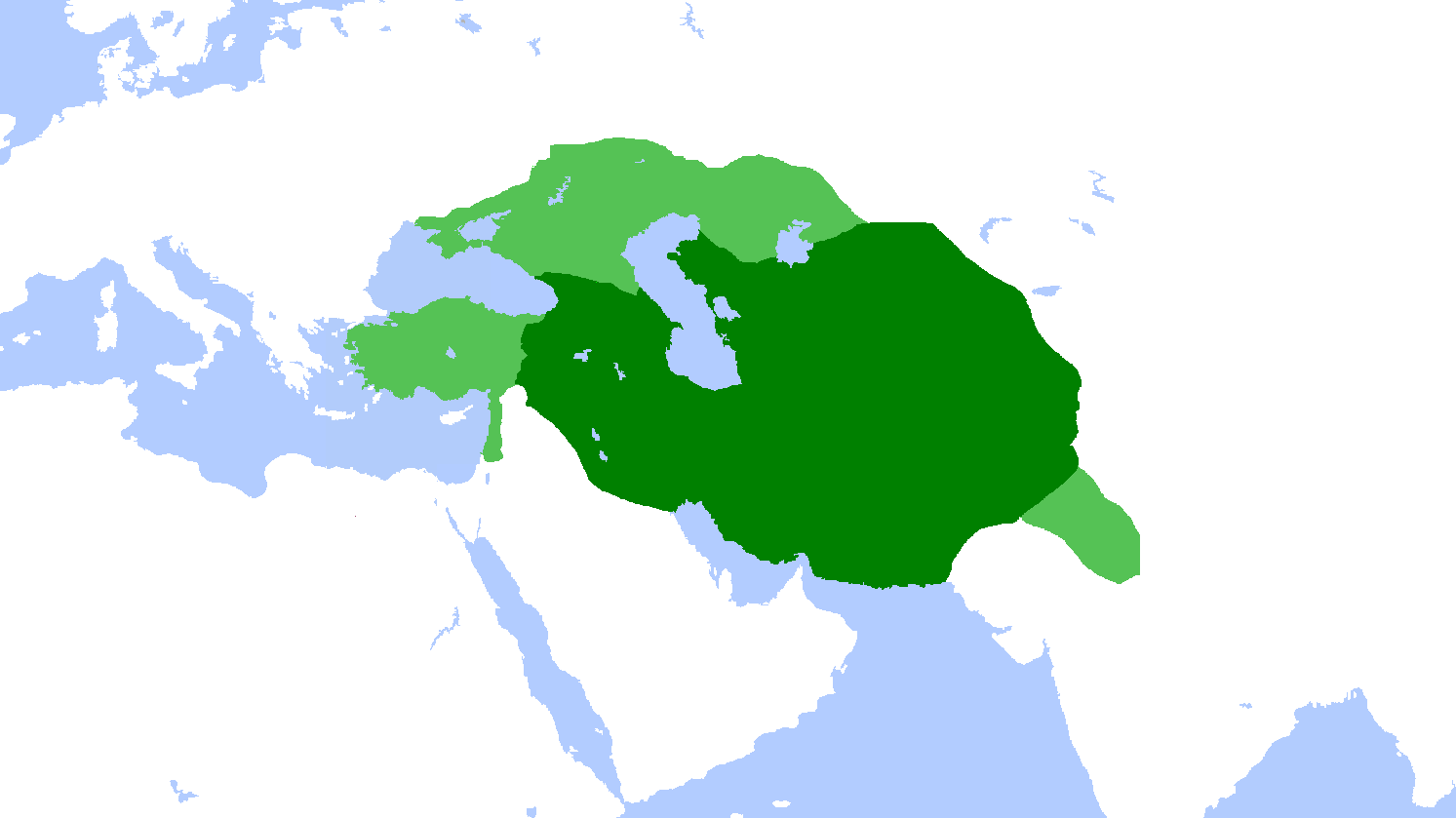
ティムール没時のティムール朝

同じ時期に、中央アジアにおいては、モンゴル系遊牧勢力を統合したティムールが、ティムール朝（ティムール帝国）と呼ばれる支配を確立した。
ティムールは周辺の諸勢力を次々と支配下に収め、1390年頃にはイラク・イラン地域へと進出してきた。
ジャライル朝は、黒羊朝と呼ばれるトルコ系イスラム王朝と結んでティムールに対抗したが、敗退し、バグダードを奪われた。この際、バグダードは再び激しい虐殺や略奪の対象となった。
ティムール帝国は、西はアナトリア半島、東は東トルキスタン、インドまで広い版図を実現したが、ティムールの没後は急速に動揺し、分裂していった。

### トルコによる支配とオスマン帝国
トルコ系イスラム王朝の黒羊朝は、ティムールに敗れて一旦は勢力を失った。
しかし、1404年にティムールが没すると勢力を盛り返し、アゼルバイジャンのタブリーズを奪還し、さらにジャライル朝の残党を滅ぼしてバグダードを占領し、イラクを支配した。
1466年には、白羊朝と呼ばれるトルコ系イスラム王朝が黒羊朝を破り、支配権を持った。
白羊朝は、東部アナトリアからイラク、アゼルバイジャン、イラン西部に及ぶ帝国を築いた。

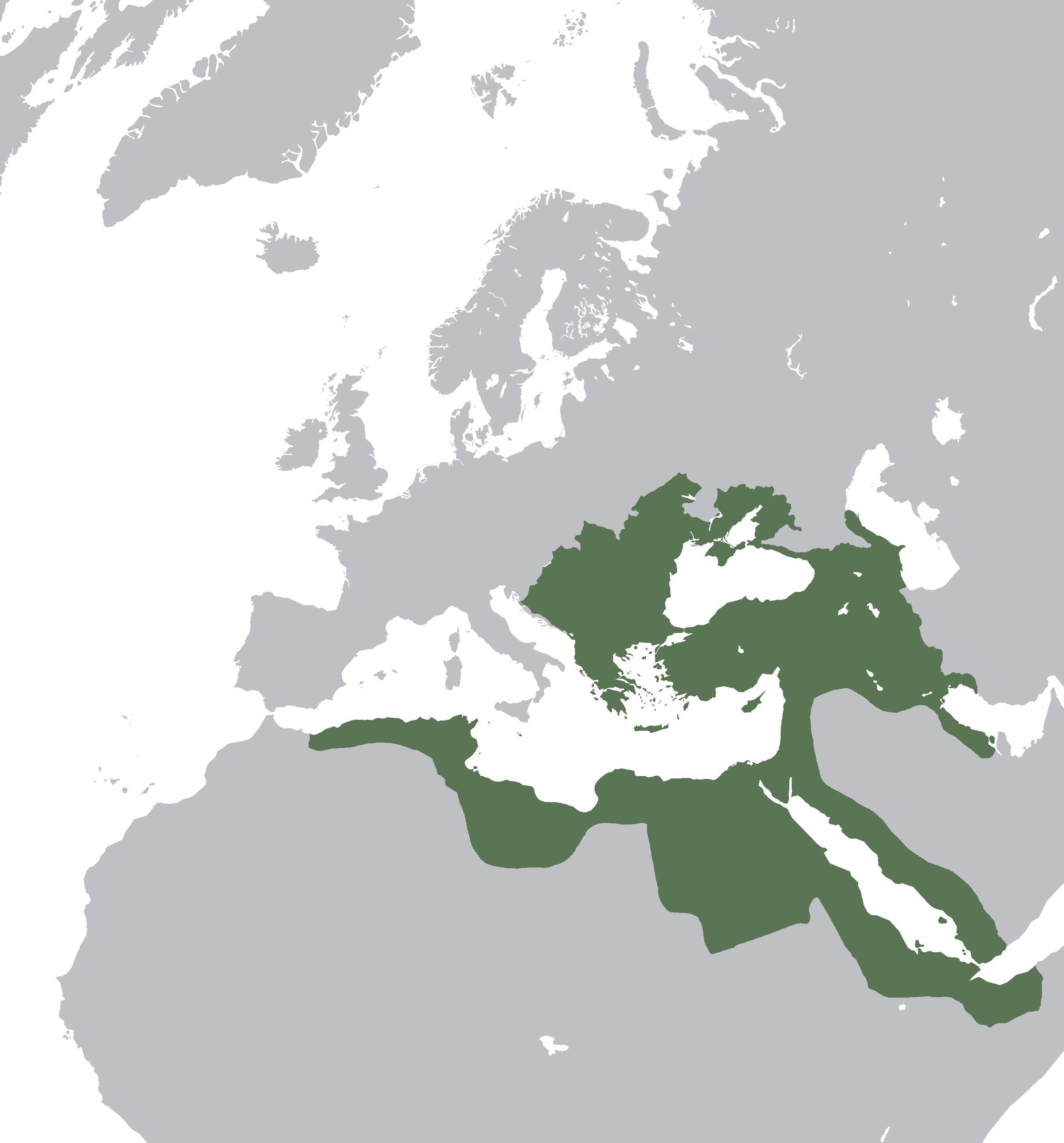
オスマン帝国の最大版図（1683年）

その後、イラクの大部分は、1501年にイランに起こったアゼリー人系のサファヴィー朝と呼ばれるイスラム王朝の支配を受けた。
サファヴィー朝は、イラン・イラク地域を支配した王朝としては初めてシーア派の一派十二イマーム派を国教としたので、住民の多くがシーア派となり、多くのスンニ派のモスクは破壊された。
一方、13世紀末にアナトリア西北部で建国したトルコ系のオスマン帝国は、1453年、東ローマ帝国を滅ぼした（コンスタンティノープルの陥落）。
これ以後、コンスタンティノープルはオスマン帝国の首都となり、やがてイスタンブールと呼ばれるようになる。オスマン帝国は、西はモロッコから東はアゼルバイジャン、イラクに至り、北はウクライナから南はイエメンに至る領域を支配した。
16世紀には、オスマン帝国はサファヴィー朝を破りイラクはオスマン帝国の一部となったが、その後もこの地域を巡る両者の係争は続いた。サファヴィー朝はアッバース1世時代の1623年にはバグダードをオスマン帝国から奪取し、1638年までおよそ15年の間支配している。
このサファヴィー朝による支配の後、イラクは再びオスマン帝国の支配下に入り、その支配は第一次世界大戦まで続いた。18世紀には土着化したマムルーク出身の総督たちが州の実権を握り（イラクのマムルーク朝、イスタンブールの中央政府から半ば自立した支配を行ったが、19世紀に入ると中央集権化が図られ、タンズィマートと呼ばれる改革の結果、現在のイラクに相当する地域はモースル、バグダード、バスラの3州に再編された。またバグダード州の総督を務めたミドハト・パシャのように、州の総督も中央から官吏が派遣されるようになった。このような中央集権化の試みは都市部ではある程度成功したが、一方で地方の実力者である部族の首長などには総督の力はあまり及ばず、後にオスマン帝国の支配を離れてイギリスを頼り、クウェートの首長となるサバーハ家のような存在も残る結果となった。
18世紀以降、産業革命が急速に波及する西欧諸国に比べオスマン帝国の経済力は劣勢となっていたが、19世紀以降オスマン帝国への西欧諸国の経済的進出は激しさを増した。それはイラクにおいても例外ではなく、シャッタルアラブ川の航行権やバグダード鉄道計画など、西欧諸国への様々な利権の供与が行われた。
また、フランス革命以降の民族独立の機運は、バルカン半島の諸地域だけではなくイラクやシリア地方などのアラブ地域にも、徐々にではあるが着実に波及しつつあった。
第一次世界大戦では、オスマン帝国はドイツとの同盟に基づき中央同盟国側で参戦するものの、この戦争でオスマン帝国はアラブ人に反乱を起こされた。イギリス軍がオスマン帝国に侵攻すると、イラクも戦場となった。クート包囲戦など幾つかの重要な防衛線では勝利を収めるものの、劣勢を覆すことができず、1917年にはバグダードが陥落し、1918年にオスマン帝国は降伏した。

## 近代史

### 君主制イラク
サイクス・ピコ協定により、イラクはオスマン帝国から分割され、フランスとイギリスの勢力下に治められた。
1920年11月11日、イラクは国連からイギリスに委任統治され、イギリス委任統治領イラクと呼ばれることになった。
一方でイギリスは、1915年には、フサイン＝マクマホン協定によってアラブの独立を認めていた。この協定とサイクス・ピコ協定とは矛盾しており、この矛盾は1921年3月21日のen:Cairo Conference (1921)において中東の混乱の一因として確定的なものになった。
イラクの政体はハーシム家の君主制となった。
1921年8月23日に初代国王となったファイサル1世は、メッカのスンナ派ハーシム家の一員で、第一次世界大戦中はオスマン帝国に対抗してアラブ独立運動を指導してきた。
イラク内には多様な民族・宗教の集団があり、特に北部のクルド人は独立を強く求めたが、その意見はイギリスの政策にほとんど反映されなかった。
その結果、特に1920年から1922年にかけて多くの内乱が起きたが、イギリスによって鎮圧された。
1927年、キルクーク近郊で大規模な油田が発見されたことにより、イラク経済は改善された。
ハーシム王家とスンナ派指導者は中央集権化を進め、1932年、イギリスの間接支配下ではあるが、イラク王国として正式に独立した。
当時、クウェートはイギリスが統治していたが、ハーシム王家は「歴史的にクウェートはイラクに所属している」と主張した。
1930年代に入ると反英運動が高まりを見せ将校や王族にまで広がった。1941年、4名の軍事指導者がラシッド・アリ・アル＝ガイラニを首相に据え、完全な自治を求めてクーデターを起こした（en:1941 Iraqi coup d'état）が、利権を脅かされたイギリスは英印軍とヨルダンのアラブ軍戦力を指揮してイラクに侵攻し、再びハーシム王家の政権を確立した。
1945年、イラクは国際連合に加盟し、アラブ連盟の設立メンバーとなった。
同じ年、ムッラー・ムスタファ・バルザーニーが指導するクルド人が自治を求め反乱を起こしたが、失敗し、バルザーニの一党はソビエト連邦に逃れた。
1948年、イラクなどアラブ5カ国は新しく建国されたイスラエルを承認せず、第一次中東戦争が勃発した。
戦争は1949年5月まで続いたが、このときの停戦協定にイラクは署名していない。
戦争によってイラク経済は悪化した。
1955年1月、イラク・トルコ共同宣言を導き、共同宣言の原則、その実施詳細に関する正式な合意は2月に調印された。
1956年、ソ連に対抗することを目的に中東条約機構(METO)が発足した。
機構本部はバグダードに設置され、イラク、トルコ、イラン、パキスタン、アメリカ、イギリスが参加した。
エジプトのガマール・アブドゥン＝ナーセル大統領は、アラブにイギリスの勢力が残ることを嫌って機構に反対し、イラク君主の正当性にも懐疑を唱え始めた。
1957年2月、反政府勢力は、統一国民戦線を結成し、独立党、愛国民主党、イラク共産党、初期のバアス党が参加した。この組織の目標は、政府に批判的で、民主主義、憲法上の自由、戦時法の廃止、バグダード条約からの脱退、「積極的な中立主義」の追求であった。

### アラブ連邦
1958年2月、エジプトとシリアが合併しアラブ連合共和国が樹立されたことに対抗して、イラクとヨルダンは、ハーシム家君主国家同士による連邦であるアラブ連邦を結成した。
イラクは、この連邦にクウェートの参加を望んだが、クウェートの独立を認めないイギリスと対立することになり、結果としてイラク君主は後ろ盾を失った。

### 旧・イラク共和国
ナーセル大統領に感化され、アブドルカリーム・カーシム准将とアブドッサラーム・アーリフ大佐が率いる自由将校団がクーデター（7月14日革命）を起こし、1958年7月14日、ハーシム君主制は終焉した。君主ファイサル2世と元摂政アブドゥル＝イラーフと前首相ヌーリー・アッ＝サイードは処刑された。
新政府はイラクを共和制とし、中東条約機構(METO)からは脱退した。新憲法は、イラクが共和国であることを宣言した。国家の指導者として、3名の主権評議会を設立。国民を代表する組織は作られなかった。カーシムが首相・国防大臣・最高司令官を兼任し、副首相兼内務大臣にアーリフ、自由将校団から数名登用、愛国民主党とアラブ民族主義の文民を登用。
この後、カーシム首相はエジプトと距離を置いたため、親エジプト派と対立した。カーシムとアーリフ（ナーセルの信奉者・アラブ民族主義者）の間には、イラクのアイデンティティという問題が存在していた。つまり、イラクは国民国家であるのか、あるいは、広い意味でアラブの一行政区域であるのかという問題である。
親エジプト派の抵抗を抑えるために、カーシム首相はソ連に亡命中のクルド人指導者ムッラー・ムスタファ・バルザーニーの帰国を許可し、さらに、親エジプトのアーリフを罷免し投獄した。
1961年、イギリスはクウェートを独立させた。
イラクはクウェートの支配権を主張したが、イギリスはこれに反発してクウェートに軍を派遣した。
1963年2月、クウェート支配を主張するカーシム首相はクーデター(ラマダーン革命)により処刑され、代わりにバアス党が軍事政権を作った（第1次バアス党政権）。
1963年10月になって、イラクはクウェートの自治を承認した。
バアス党が政権を作った9ヵ月後、アブドッサラーム・アーリフ大統領は、政権内部のクーデター(1963年11月イラククーデター)により、バアス党を駆逐した。
1966年、アーリフ大統領は航空機事故で死亡し、彼の兄アブドッラフマーン・アーリフが大統領となった。

### バアス党政権
1968年7月17日、バアス党が巻き直しの無血クーデターに成功した（第2次バアス党政権）。
アフマド・ハサン・アル＝バクル将軍は大統領となるとともに、イラクの最高意思決定機関である革命指導評議会（RCC）の議長となった。
1968年の革命後、イラク経済は急速に回復した。
革命前は歳出の約90％を軍事費に投入していたが、バアス党政権は農業と産業を優先した。
採油はイラクのイギリス石油会社（英: British Petroleum、Anglo-Persian Oil Companyの後身）が独占していたが、新たにフランスの石油会社ERAP（後にelf、現トタル）も採油権を得た。
この後、イラク石油会社は国営化される。
バルザーニが指導するクルド人の内乱は、1961年以来続いていた。
バアス党のサッダーム・フセインが対策の責を負い、1970年、クルド人とイラク政府は政治的に和解した。
1970年代になっても、イラクとクウェートとの境界紛争が多くの問題を引き起こした。
さらに、イランがホルムズ海峡の諸島を支配していることが、イラクにとって脅威となっていた。
イランとイラクの境界紛争について1975年5月6日にアルジェ合意が結ばれたが、この和解は一時的だった。
1972年、イラクの代表団がモスクワを訪問した。
同年、アメリカとの国交が復活した。
この時期は、ヨルダン、シリアとの関係も良好だった。
1973年の第四次中東戦争において、イラク軍はイスラエル軍に対抗して参戦した。

### サダム政権
1979年のイラン革命を切っ掛けに中央条約機構(CENTO/旧中東条約機構)が崩壊すると、中東全体が全く新しい軍事バランスに向かって動き出した。
1979年、バクル大統領が辞任し、サッダーム・フセインが大統領と革命指導評議会（RCC）議長の座を譲り受けた。
イランとイラクとの国境を巡り、1980年から1988年にかけてイラン・イラク戦争が勃発した。
イラク政府は、ヨーロッパ、アメリカ、ソ連、中国などほとんどの国から支援を受けた。
ただし、この戦争中にイラクは化学兵器を使用し、国際社会から大きな批判を浴びた。
戦争により、イラクはペルシャ湾周辺の中では軍事大国となったが、一方で、国家財政は悪化した。

### 湾岸戦争
イラクとクウェートとの間では、国境を巡る対立が続いていた。
イラクは、クウェートが石油の採掘のために国境を侵犯していると主張していた。
アメリカやアラブ諸国の仲介により対話の努力が続いていたが、1990年8月2日、イラクはクウェートに侵攻し、8月8日にはクウェートをイラクの第19番目の州として併合すると宣言した。
イラクによる侵攻後、国際連合とアラブ連盟は直ちにイラクを非難し、ほとんどの貿易を停止する経済封鎖を行った。
1990年11月、国際連合は、1991年1月15日を撤退期限として「対イラク武力行使容認決議」を決議した。
1991年1月17日、28カ国の連合軍がバグダードに進軍を開始した（砂漠の嵐作戦）。
6週間の戦闘により、イラクは敗戦した。
1万4千トンの空爆が行われ、10万人以上のイラク兵と数万人のイラク市民が死亡したといわれる。
1991年2月28日、アメリカは停戦を宣言し、同年4月にイラクと国際連合とは正式に停戦合意を結んだ。

### イラク戦争による旧・イラク共和国の滅亡、新・イラク共和国の独立
湾岸戦争の際にイラクが受諾した国連決議687により、イラクは大量破壊兵器の放棄を義務付けられた。
これを確認するため、国連査察団が送られたが、イラクは査察に非協力的とされ、大量破壊兵器を保有しているとの疑いが持たれた。
2001年9月11日、アメリカで同時多発テロ事件が発生した。
これをきっかけに、アメリカ政府は対テロ戦争を宣言し、まずはイスラム原理主義のターリバーンを排除するとしてアフガニスタンに侵攻した。
続いて、2003年3月19日、国連決議に反して大量破壊兵器を保有していると主張し、アメリカとイギリスの連合軍はイラクに対しての開戦を宣言した（イラク戦争）。
圧倒的な軍事力を誇る米英連合軍はバグダードを含む主要都市を短期間で破壊・占領し、2003年5月1日に「戦争終結宣言」を発して形式的にはイラクへの攻撃を終了した。
これによって旧イラク共和国は名実ともに滅亡し、独立国としてのイラクの歴史にも一旦終止符が打たれる。これ以降は名目上アメリカ国防総省人道復興支援室および連合国暫定当局（CPA）の統治下に入って復興が行われることになったが、実際には正式な編入・併合こそ行われなかったものの事実上アメリカ合衆国の海外領土に組み込まれる。
2004年6月、イラク暫定政権が発足してアメリカ領時代に幕が下ろされ、新・イラク共和国として再独立を果たす。
2005年1月に選挙が行われ、2005年4月にイラク移行政府が発足し、同年末までに憲法を制定した。
憲法に基づく選挙が行われ、2006年5月に正式政府が発足した。
しかし現在も尚、イラク国内は戦闘状態が続いている。